# 龍尾灘

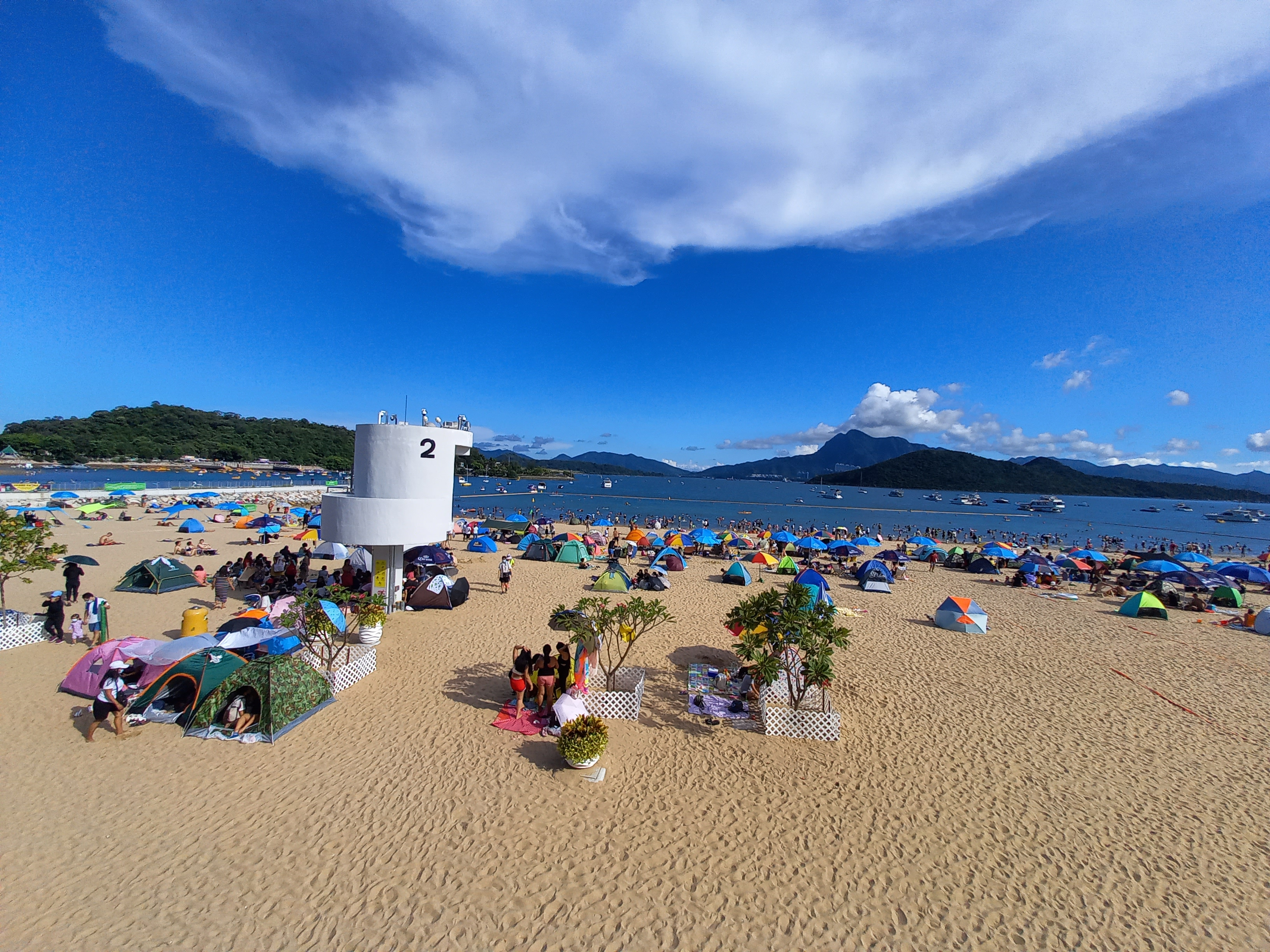
2021年的大埔龍尾泳灘。

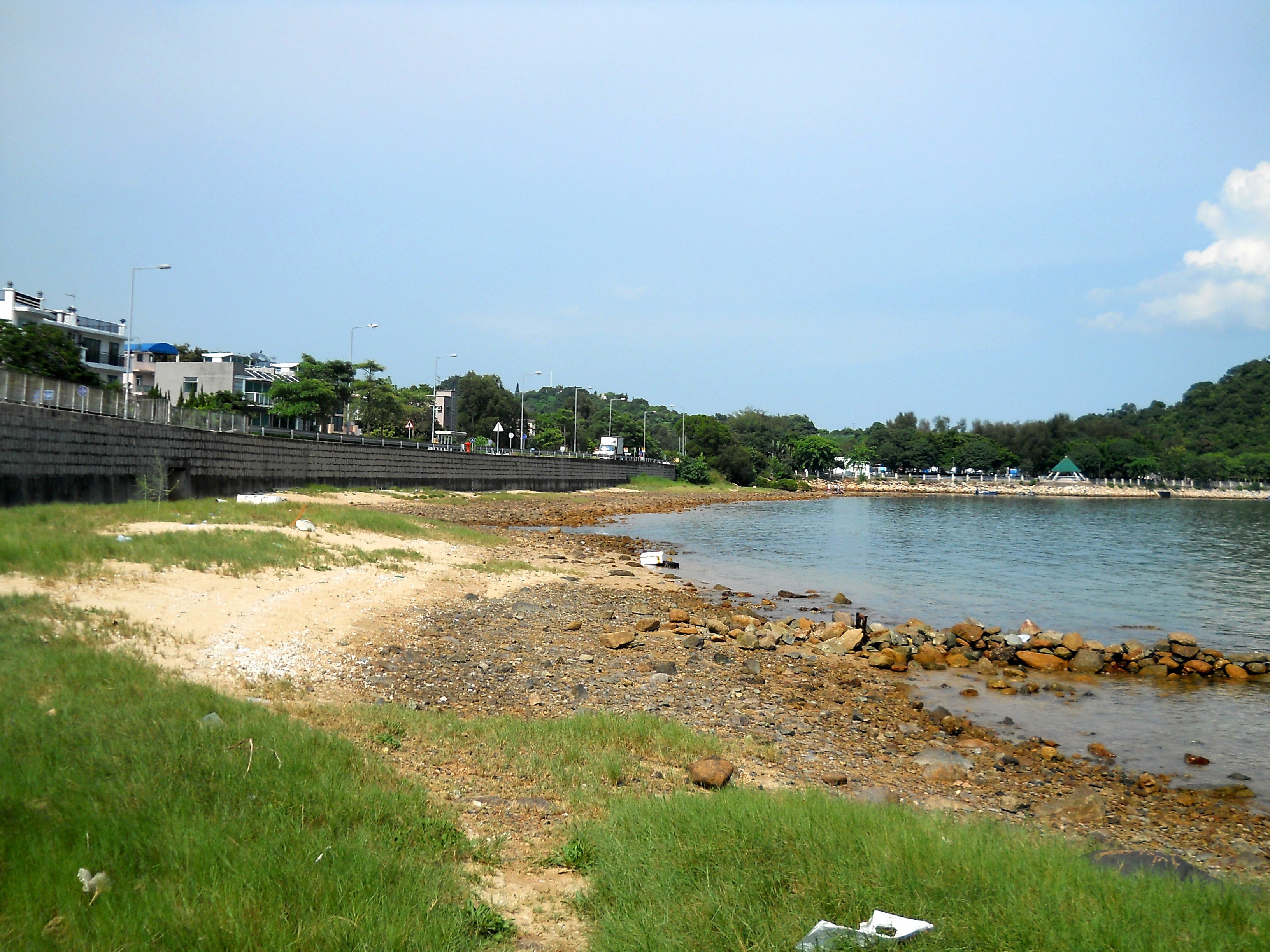
2011年的龍尾灘。

龍尾灘（英語：Lung Mei Beach），全稱大埔龍尾泳灘，是位於香港新界大埔區汀角路168號，鄰近大尾篤龍尾村前的人工沙灘，由康樂及文化事務署管理。泳灘全長約200米，為大埔區第一個泳灘。龍尾灘從前為泥灘，2000年代，香港政府決定在龍尾填海，建造繼屯門黃金泳灘後第二個人工沙灘，並且將計劃納入2005至2006年度《施政報告》中的香港政府25項優先展開市政工程之一，最終於2021年6月23日啟用。

## 簡介
龍尾灘位於香港東面海岸水域，位於汀角路，鄰近大尾篤龍尾村，當中距離431米為具特殊科學價值地點的汀角紅樹林，而對出海岸則為另一高生態價值地點──馬屎洲特別地區。正因為龍尾灘毗鄰不同高生態價值地區，因此龍尾泥灘亦具備孕育不同泥灘生物的良好條件。
龍尾灘此片天然泥灘一直未有受人注視，惟香港政府建議將之改建為人工沙灘並且進行有關諮詢程序後，隨即招致環境保護團體反對。當中香港自然生態論壇多次發起由網民進行的生態調查，所查得的生物數目比較早前由官方環境評估在查找到的生物數目多出5倍，錄得的天然物種數目更持續上升，由2008年年初的106種，到10月時增至近200種，包括極罕有的錨紋虎甲粗刻亞種甲蟲及美麗帚蟲（Phoronis australis），至此事件引來較大的迴響。

## 發展
計劃包括徹底清除長200米的海岸表面上的所有生物和非生物，再鋪上47,000立方米的幼沙，工程原來預計於2008年11月展開，於2011年4月完成。除了200米長的泳灘外，龍尾泳灘的設施亦包括了小食亭、露天茶座、停車場（包括100個私家車位、3個旅遊巴士固定泊位、2個旅遊巴士上落客位及10個電單車位）、巴士站、辦公室大樓、淋浴室、更衣室、防鯊網、洗手間及瞭望塔等。
2012年4月，民政事務局向立法會申請撥款3億6,880萬港元，在龍尾興建人工沙灘，並且擬定於同年11月啟動工程，預計於2014年竣工，於2015年泳季投入服務。
2012年10月7日，香港自然生態聯盟發起遊行，約80人由中環港外線碼頭遊行至政府總部，香港自然生態聯盟發言人黃志俊表示，難得大埔龍尾生態價值高，可以找到海星及蟹，不值得花費公帑興建不宜游泳的人工沙灘，以免破壞生態。他又表示龍尾灘不適合游泳，質疑與建人工泳灘的作用，又指出香港政府低估了龍尾灘的生態價值，而且開始工程前諮詢不足。
2012年10月8日，香港自然生態論壇成員郭惠玲批評，香港政府只是諮詢了提議興建人工泳灘的大埔區議會，諮詢欠缺透明度，她希望香港政府撤回或者暫緩於同月12日截止的工程招標。同日下午，環境保護團體代表下午與多位香港政府部門代表會面，最終香港政府否決其他建議。香港政府回應表示，龍尾泳灘是因應大埔區議會的建議及大埔居民的需要而興建，亦因應環境諮詢委員會的建議，而進行了生態調查及修訂了泳灘設計，將填海面積減少。根據初步分析認為，要保持現有的龍尾沙岸，可以供予發展生態泳池的土地不足夠以興建具有規模的公眾游泳池及相關配套，故此拒絕了其他的建議。此外，香港政府亦都解釋，此計劃已經進行了逾10年，多次進行諮詢及依據各項法定程序均都獲得通過，而且諮詢已經過了。香港政府於會面後亦再強調，於泳灘堆沙前，會小心地移走潮區石塊及其他供予生物棲身的物件，相信大部份魚類都會自然地遷移到新環境棲息。剩下移動能力比較低的生物，香港政府會進行採捕，並且遷移其到合適的接收地。對於環境保護團體質疑該處水質欠佳，香港政府表示於2013年會完成污水收集系統，相信屆時的水質會有改善。
2012年10月22日，環境局局長黃錦星表示，對於是否決定興建龍尾人工泳灘項目，香港政府正在聆聽各方意見，例如水質、生態保育及使用情況等問題，及相關人員正在搜集數據分析，將會在不久的將來交代事件。對於有報道指出龍尾灘的水質差劣的問題，黃錦星表示根據法定環境評估報告顯示，該處是達至適合游泳水平，近半年的水質報告亦指出，該處的水質有明顯改善。
2012年10月25日，香港政府宣布將會按照原訂計劃，在龍尾灘興建人工泳灘。民政事務局局長曾德成表示，相信發展及保育可以並行，在建設的同時，有關香港政府部門將會採取一系列生態保育措施，保護鄰近海岸生態，包括為3公里長的汀角海岸進行生態保育工程，並且與環境保護團體共同擬定《汀角海岸生態計劃》，預計於2012年年內召開首次持份者會議。環境局副局長陸恭蕙表示，大埔區居民有強烈要求興建泳灘。康樂及文化事務署署長馮程淑儀表示，大埔沒有海灘，香港政府於10多年前已經決定於龍尾建人工海灘以配合大尾篤的康樂設施，此項目亦經過大埔區議會達14次的討論，為區內優先推行的項目。對於水質爭議，香港政府表示有信心於完成排污工程後，龍尾一帶的水質會有改善。另外，漁農自然護理署助理署長沈振雄根據文獻指出，有環境保護團體人士於該處尋找到的管海馬屬於香港水域中度常見生物，在海下、大尾督、塔門、赤洲、吉澳、橋咀及滘西等地都會見到，而且龍尾並非管海馬的主要棲息地。此外，香港政府會將有價值的海洋生物遷移到和龍尾生態環境接近的汀角東。至於一直反對計劃的香港自然生態論壇發言人黃志俊表示，他們會聯繫其他團體繼續阻止工程，可能會有萬人集會「保衛」龍尾。香港地貌岩石保育協會主席吳振揚則對此表示感到無奈，他會繼續監察工程對鄰近水質的影響及日後沙灘沙粒流失的情況。

### 環團提出司法覆核 被裁定敗訴
2012年11月月初，守護龍尾大聯盟表示給予香港政府6週時間以回應會否撤回工程的環境許可證，否則將會提出司法覆核。4日，有團體於政府總部發起守護龍尾集會。11日，環境局局長黃錦星表示重申無意改變立場。
2012年12月，環境局副局長陸恭蕙表示團體所訂下的6週死線太短期，因為部門的法律顧問需要進行搜集資料，及與官員交流，環境局將會於稍後回覆。
2013年6月2日，逾百名人士由中環公眾碼頭遊行至政府總部，要求撤回龍尾人工泳灘工程的環境許可證。
2013年6月5日，約30名大埔區居民聯會代表則於發起駕駛至龍尾泳灘聲援龍尾泳灘的計劃。
2013年6月5日，行政會議通過大埔龍尾人工泳灘工程，指出於2008年所進行的環境評估報告無誤導、無缺失，決定不撤銷人工泳灘工程的環境許可證。同日，香港政府批出涉及約7,400萬港元的工程合約，預計項目於同月月中啟動工程。環境局局長黃錦星指出，比較吐露港附近三個地區，龍尾的生態價值比較低，管海馬數目比較少，行政會議的決定已經平衡了保育和發展雙方面。守護龍尾大聯盟對此表示非常憤怒和失望，指控同日為歷來最黑暗的世界環境日，擬定於一周內申請法律援助後提出司法覆核。
2013年6月9日，香港電台《城市論壇》以龍尾灘人工泳灘作為討論主題。
2013年8月12日，高等法院押後裁決是否受理守護龍尾大聯盟成員何來申請司法覆核試圖阻止香港政府在大埔龍尾興建人工泳灘一案。
2014年8月12日，高等法院裁定何來所申請的司法覆核敗訴。
2015年2月8日，守護龍尾大聯盟宣布成員何來獲得法律援助署批准法律援助，上訴要求環境保護署署長及行政長官會同行政會議吊銷龍尾人工泳灘工程之環境許可證，案件於2016年2月23日至24日審理。最後以「申請人無法證明行政署拒絕行使權力，有違反法例的地方」為由被裁定敗訴，何一方需支付上訴訟費。

### 動工

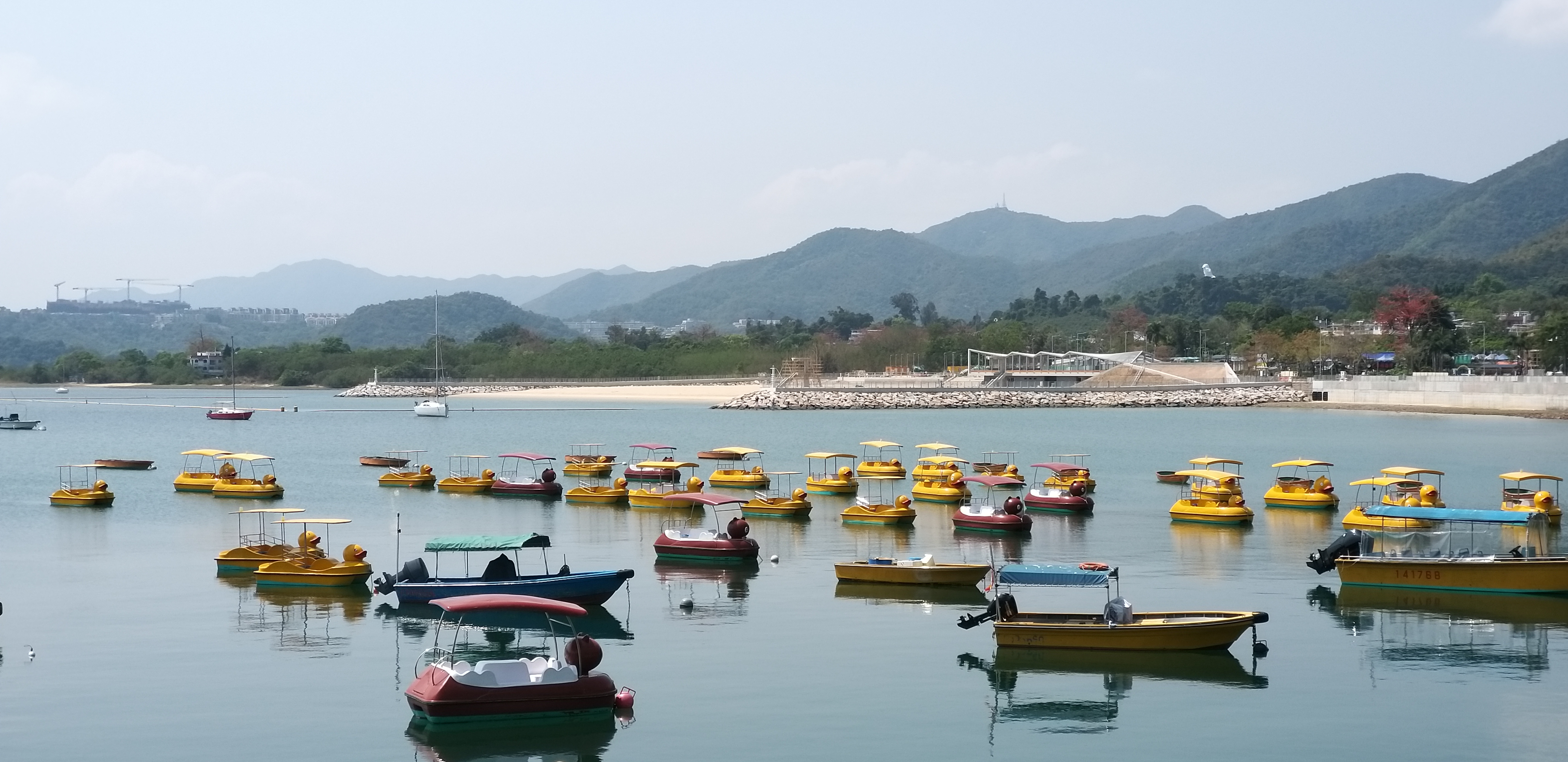
2021年自大美督遙望龍尾灘

2016年12月14日，地政處派員清場位於汀角路170號的燒烤場同信士多，場主以「私人」土地及為由拒絕遷出。到2017年1月11日場主最終被警衛抬離士多，並拆走士多內的流動洗手間及關閉水掣。

### 啟用

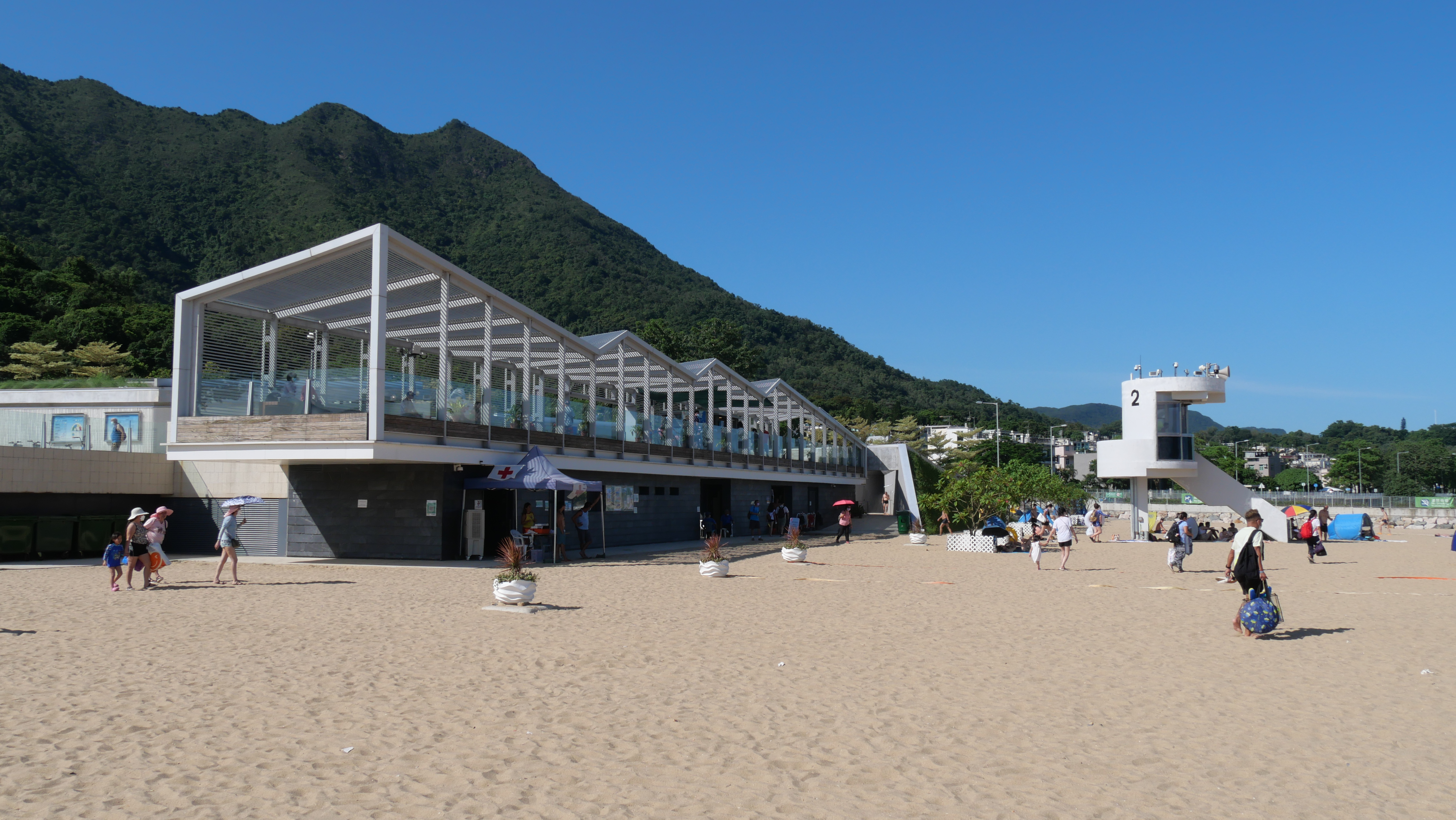
2021年泳灘啟用後的大浦龍尾泳灘服務大樓，由建築署設計

政府宣佈，龍尾灘於2021年6月23日起啟用。

## 意見

### 反建議：亞洲首座生態泳池
香港自然生態論壇郭惠玲向政府反建議在龍尾灘興建亞洲首個生態泳池（ECO Pool）和海浮泳池（Floating Pool）。她表示此舉可以達到香港政府原定方案的大部分要求，包括場地能夠容納2,000人及提供足夠的泊車位，而且能夠保障水質安全及生態環境，生態泳池造價約1.3億元，較人工沙灘方案的2.8億元便宜，是雙贏方案。和聲關注組發言人兼且落實有關構思的建築師楊雲傑指出，生態泳池設有透明玻璃分隔泳池與海洋生物，泳客可以一邊游泳，一邊欣賞水中生物，旅遊吸引力更勝人工沙灘。

### 支持
大埔區議會支持在龍尾發展人工沙灘，沙田區議會和北區區議會亦表示支持。大埔鄉事委員會以及大埔區議會等支持計畫人士亦指出此計劃經過了近20年的爭取，得到大埔各界支持，不應該因為少數環境保護團體的「妄下定論」，而「無視政府專業顧問所提供意見及扼殺大埔區及新界東居民多年爭取的願望」，阻礙工程的通過。對於日後水質未必適合游泳的爭議，支持人士指出水質經過提升渠道接駁率以改善水質。而泳灘開放後，環境保護署亦會進行水質監測，確保水質適合游泳。大埔區議員劉志成表示，於2000年已經有構思，希望興建一座供予新界東居民享用的人工泳灘，亦早就知道該處的水質需要改善，所以早就已經在附近的村屋鋪設排污設施，將污水引導及排放到沙田，相信屆時龍尾的水質會有改善。大埔區議會民建聯區議員譚榮勳表示，過去4屆的區議會都沒有區議員提出反對，泛民主派、建制派及鄉議局功能界別人士都同意興建沙灘，甚至有泛民主派區議員主動建議以公私營合作模式發展。譚榮勳又表示，大埔區有強烈民意支持興建人工沙灘，他希望日後龍尾可以發展成功尤如台灣墾丁一樣有旅遊配套，可以振興到該區經濟。
有新界原居民表示，龍尾原來就是一個沙灘，只是香港政府從前進行了工程，搬運石頭過來使之變成石灘，因此不能夠再在此游泳，故此希望此處能夠回復原貌。又表示，現時每週有數百人到龍尾觀賞海洋生物，破壞性比較興建人工沙灘更大。
支持計劃的人士均認為新界東，包括上水、粉嶺及大埔一帶一直缺乏泳灘設施，而且大埔的游泳池設施不足夠，僅有一座公眾泳池，故此支持將龍尾灘改為興建成為人工沙灘。根據蘆慈田村代表梁福指出，龍尾泳灘原本是天然沙灘，唯1960年代船灣淡水湖的興建工程缺乏沙石而吸走龍尾的海沙，使龍尾灘逐漸荒廢成為泥灘，故此支持計劃的人士認為為計劃能夠恢復龍尾灘舊貌，是為修復工程，工程能夠保留天然環境，並且作為一處供予香港市民接觸大自然的地方。支持計劃的人士亦認為龍尾灘的生態價值屬於低度，實施緩解措施後，預計因為建造及施展工程所造成的影響會比較小，該處亦是大埔區區內最合適作為興建人工沙灘的地址。

### 反對

#### 生態價值
反對計畫的香港自然生態論壇網民在龍尾灘發現了近200種 (140至199種) 生物，包括被日本列為瀕臨絕種的昆蟲錨紋虎甲粗刻亞種（Abroscelis anchoralis），被《中國物種紅色名錄》列入瀕危級別的大螻蛄蝦（Laomedia sp.），香港的新記錄豹鰨和北方沙鰍等稀有物種，而非如顧問公司所指出的只找到139種物種，當中只有雙斑舌蝦虎魚（Psammogobius biocellatus）、星點多紀魨及乳突蝦虎魚（Favonigobius reichei）三種世界自然保護聯盟中列入瀕危物種近危類別的魚類。
故此認為，工程將會使到生態無法復原。此外，龍尾泳灘位於具特殊科學價值地點汀角旁，加上反對人士曾經於龍尾發現部分魚類的幼魚，龍尾很可能是生物的孕育場，一旦開展工程，對生態保育可能造成不利影響，亦因為工程可能會引致水質污染和生境的破壞，而令到附近水域海產減少。此外，反對計劃的人士質疑有關機構提出為部分物種進行遷地保育的措施，認為措施成效存疑。而有關機構對於魚類會自行遷離的說法，反對人士指出一些品種的魚類，例如蝦虎魚及其他生物怌如螺類等貝殼類動物，活動能力比較弱，未必能夠及時遷離。
香港自然生態論壇發言人李錦華直言，若果人工沙灘項目按照原定方案進行，將會徹底地毀滅於龍尾灘棲息的海馬的繁殖地，亦違反了《瀕危野生動植物種國際貿易公約》及《生物多樣性公約》條款。臨近工程啟動，反對計劃的環境保護團體獲得了工聯會的陳婉嫻和工黨的張超雄立法會議員的支持。
香港大學地理系副教授吳祖南指出，由於龍尾鄰近大尾督，交通方便而成為了親子活動的熱門地點，形容龍尾為「本港難得具親子教育功能的自然海岸」。

#### 需求問題
前香港天文台台長林超英表示，人工沙灘的需求不清不楚，大埔十多年前明明有另外一座由大埔體育會管理的賽馬會泳池，正是因為使用率不足而於1999年關閉；而且現時烏溪沙已經是游水勝地，大可以刊憲為泳灘。林超英指出，吐露港水質一向不合格，因為地型像窩，流入的水需要很久才能夠流出，耗資3.6億港元建成人工沙灘後是否適合游泳成疑。

#### 地理問題
香港首個人工泳灘黃金泳灘由於先天地理問題，每年皆流失大量海沙，要花費大量公帑修補。

#### 民意調查
2012年，守護龍尾大聯盟委託香港大學民意研究計劃，於同年11月30日至12月3日期間訪問1,010名香港市民，結果74%接受訪問者贊成暫停計劃；63%認為應該擱置計劃。

## 水質
環境保護署自2000年起監測龍尾的水質，定時收集海水中的大腸桿菌含量，以監察和評估龍尾的水質變化及趨勢。根據環境保護署資料顯示，以每百毫升大腸桿菌含量作標準，於2011年泳季，龍尾的水質被評為「欠佳」，趨勢一度顯示為「極差」。2013年2月4日起，環境保護署每月公布龍尾灘的每周水質等級。龍尾水質於2013年1月份5次採樣中，按照泳灘水質均被評為二級（一般），相比於2010年以來大部分時間為三級的情況，水質呈現改善趨勢。
2012年10月，香港大學地理系副教授吳祖南指出，龍尾的水質為香港泳灘中最差，將來難以吸引泳客。
2012年12月12日，民政事務局局長曾德成表示龍尾泳灘於9月至11月的水質評級是「一般」，比較4月至9月有所改善。他指出，隨著愈來愈多居民接駁至公共污水網絡，龍尾一帶的水質於最近已經有明顯的改善。
2021年6月龍尾灘啟用前夕，環境保護署公布自當年1月至6月進行了22次最新等級評定結果評估，數據顯示龍尾泳灘水質優良，全部維持在最高等級，即「良好」（一級），適宜游泳活動。

## 問題

### 啟用後滿地海膽刺傷多人
龍尾泳灘自啟用以來，有大量海膽及老虎魚在潮退時淺水區及沙灘，令不少泳客被刺傷，亦有泳客腳趾受傷需要到救生站接受治療，從救生員提供的照片所見，有逾百隻海膽沖上海灘近水一帶，另有圖片顯示救生員檢獲四大桶海膽，啟用短短5日已有逾百名泳客被刺傷。港九拯溺員工會發言人胡啟榮表示，曾有救生員在開灘前反映相關問題，但不獲處理，同時接受報章訪問時，批評當局安排失當，於清除潛在危險前便倉猝開放泳灘，加上泳灘人手不足，使救生員為照顧傷者而疲於奔命。康文署回覆查詢時表示，6月26日和27日分別接獲42宗及16宗被海膽刺傷的個案。

## 參看
- 潮池、潮間帶生物
- 生物：單齒螺、耳烏賊、咬手仔、老虎魚、海刺、海龍、海牛、海兔
- 黃金泳灘

## 註腳
1. ↑   (新闻稿). 政府新聞網. 2021-06-21.
2. ↑  通識導賞﹕留住龍尾 自然海岸天地，明報，2012年10月14日
3. ↑  發展龍尾泳灘 （页面存档备份，存于），香港政府新聞處，2008年2月6日
4. ↑  大埔龍尾 3.6億建泳灘 （页面存档备份，存于） 《東方日報》 2012年4月14日
5. ↑  龍尾建人工泳灘 15環團聯署提反建議 《明報》 2012年8月29日
6. ↑  .   [2021-12-29]. （原始内容存档于2020-07-20）.
7. ↑  環保人士遊行反對人工泳灘 《明報》 2012年10月7日
8. ↑  數十人遊行反對大埔龍尾建人工泳灘 （页面存档备份，存于）《星島日報》 2012年10月7日
9. ↑  環保團體請願反對大埔龍尾建人工泳灘[]
10. ↑  .   [2021-12-29]. （原始内容存档于2012-10-24）.
11. 1 2  .   [2012-10-11]. （原始内容存档于2013-10-23）.
12. ↑  政府拒龍尾建生態泳池 （页面存档备份，存于） 《星島日報》 2012年10月9日
13. ↑  政府指龍尾泳灘已作諮詢 《明報》 2012年10月8日
14. ↑  .   [2021-12-29]. （原始内容存档于2020-07-20）.
15. ↑  .   [2021-12-29]. （原始内容存档于2012-10-13）.
16. ↑  環團反建議龍尾建生態泳池 （页面存档备份，存于） 《東方日報》 2012年10月9日
17. ↑  黃錦星指不用憂龍尾灘水質 《明報》 2012年10月22日
18. ↑  黃錦星：龍尾是否建人工泳灘很快會有交代[]
19. ↑  黃錦星稱龍尾人工泳灘聽取意見 （页面存档备份，存于） 《星島日報》 2012年10月22日
20. ↑  局長轉口風：龍尾水質有改善 （页面存档备份，存于） 《星島日報》 2012年10月23日
21. ↑  龍尾人工泳灘按計劃建造　2015年啟用[]
22. ↑  龍尾泳灘續建料3年後落成 （页面存档备份，存于） 《星島日報》 2012年10月25日
23. ↑  龍尾將建人工泳灘 政府將密切檢視水質[]
24. ↑  龍尾泳灘上馬2015啟用 《明報》 2012年10月25日
25. ↑  .   [2021-12-29]. （原始内容存档于2012-10-30）.
26. ↑  漁農署：管海馬屬中度常見 《明報》 2012年10月25日
27. ↑  .   [2021-12-29]. （原始内容存档于2020-07-20）.
28. ↑  .   [2021-12-29]. （原始内容存档于2020-07-20）.
29. ↑  龍尾生態物種將遷汀角東 （页面存档备份，存于） 《明報》 2012年10月25日
30. ↑  政府如期興建龍尾泳灘 （页面存档备份，存于） 《星島日報》 2012年10月25日
31. ↑  「守護龍尾」今圍政總 《星島日報》 2013年11月4日
32. ↑  黃錦星：「無意改變龍尾發展」 （页面存档备份，存于） 《東方日報》 2012年11月12日
33. ↑  .   [2021-12-29]. （原始内容存档于2012-12-19）.
34. ↑  龍尾命運限今回覆 陸恭蕙：死線太短[] 《明報》 2012年12月14日
35. ↑  提覆核龍尾或今敲定 （页面存档备份，存于） 《東方日報》 2012年12月14日
36. ↑  「龍尾灘」硬推 月中動工 （页面存档备份，存于） 《東方日報》 2013年6月6日
37. ↑  龍尾申司法覆核押後裁決 （页面存档备份，存于） 《星島日報》 2013年8月13日
38. ↑  . 東方日報. 2014-08-13  [2014-08-13]. （原始内容存档于2016-03-04）.
39. ↑  龍尾工程上訴 明年二月審 （页面存档备份，存于） 《東方日報》 2015年2月9日
40. ↑  鄧子盈. . 香港01. 2016-03-04  [2017-01-11]. （原始内容存档于2016-03-08）.
41. ↑  . 蘋果日報. 2016-12-14  [2017-01-11]. （原始内容存档于2017-02-09）.
42. ↑  鄧芯怡. . 香港01. 2017-01-11  [2017-01-11].
43. ↑  .   [2021-06-21]. （原始内容存档于2021-06-21）.
44. ↑  . am730. 2012年10月8日.[]
45. ↑  遊行保龍尾 「不要人工沙灘」 （页面存档备份，存于）《東方日報》 2012年10月9日
46. ↑  .   [2012-10-07]. （原始内容存档于2018-06-21）.
47. ↑  . 2010-09-21  [2021-12-29]. （原始内容存档于2016-03-04） （中文（繁體））.
48. ↑  .   [2008-11-11]. （原始内容存档于2020-07-20）.
49. ↑  區議員：龍尾泳灘排污落成水質會改善
50. ↑  .   [2021-12-29]. （原始内容存档于2012-10-28）.
51. ↑  .   [2021-12-29]. （原始内容存档于2012-10-28）.
52. 1 2  . 香港自然生態論壇. 香港自然生態論壇. 2009-10-30  [2012-10-15]. （原始内容存档于2020-08-06）.
53. ↑  SimFish. . 香港自然生態論壇. 2008年11月9日  [2012年10月20日]. （原始内容存档于2014年2月21日）.
54. ↑  管海馬出沒 龍尾灘工程存變數 （页面存档备份，存于） 《東方日報》 2012年10月19日
55. ↑  龍尾現瀕危海馬　環團叫停建沙灘 （页面存档备份，存于） 《星島日報》 2012年10月19日
56. 1 2  . AM730. 2012-10-11  [2012-10-15]. （原始内容存档于2016-03-04）.
57. ↑  龍尾改建泳灘 黃錦星口風變 （页面存档备份，存于），經濟日報，2012年10月15日
58. ↑  74%人贊成暫停龍尾計劃 （页面存档备份，存于） 《東方日報》 2012年12月17日
59. ↑  環境保護署. . 環境保護署. 2012年3月30日  [2012年10月15日]. （原始内容存档于2008年9月13日） （中文（香港））.
60. ↑  龍尾水質呈改善趨勢 （页面存档备份，存于） 《星島日報》 2013年2月4日
61. ↑  曾德成有信心龍尾灘水質符標準 （页面存档备份，存于） 《星島日報》 2012年12月12日
62. ↑  政府指龍尾泳灘水質一般已經改善[]
63. ↑  龍尾水質料可符合標準 （页面存档备份，存于） 《星島日報》 2012年12月13日
64. ↑  政府新聞公報. . 2021年6月21日  [2021年6月21日]. （原始内容存档于2021年6月27日） （中文（香港））.
65. ↑  立場新聞. . 2021年6月27日  [2021-06-28]. （原始内容存档于2021-06-27） （中文（香港））.
66. ↑  晴報. . 2021年6月27日  [2021-06-28]. （原始内容存档于2021-06-27） （中文（香港））.

## 外部連結
- 救救龍尾blog （页面存档备份，存于）
- 龍尾灘水質惡劣不宜游泳 （页面存档备份，存于） 《星島日報》 2012年10月21日
- 實驗所揭龍尾灘水質極差 （页面存档备份，存于） 《東方日報》 2012年10月21日
- 龍尾「搶灘」 保育掀攻防戰[] 《經濟日報》 2013年10月26日